# Bitter (Spirituose)

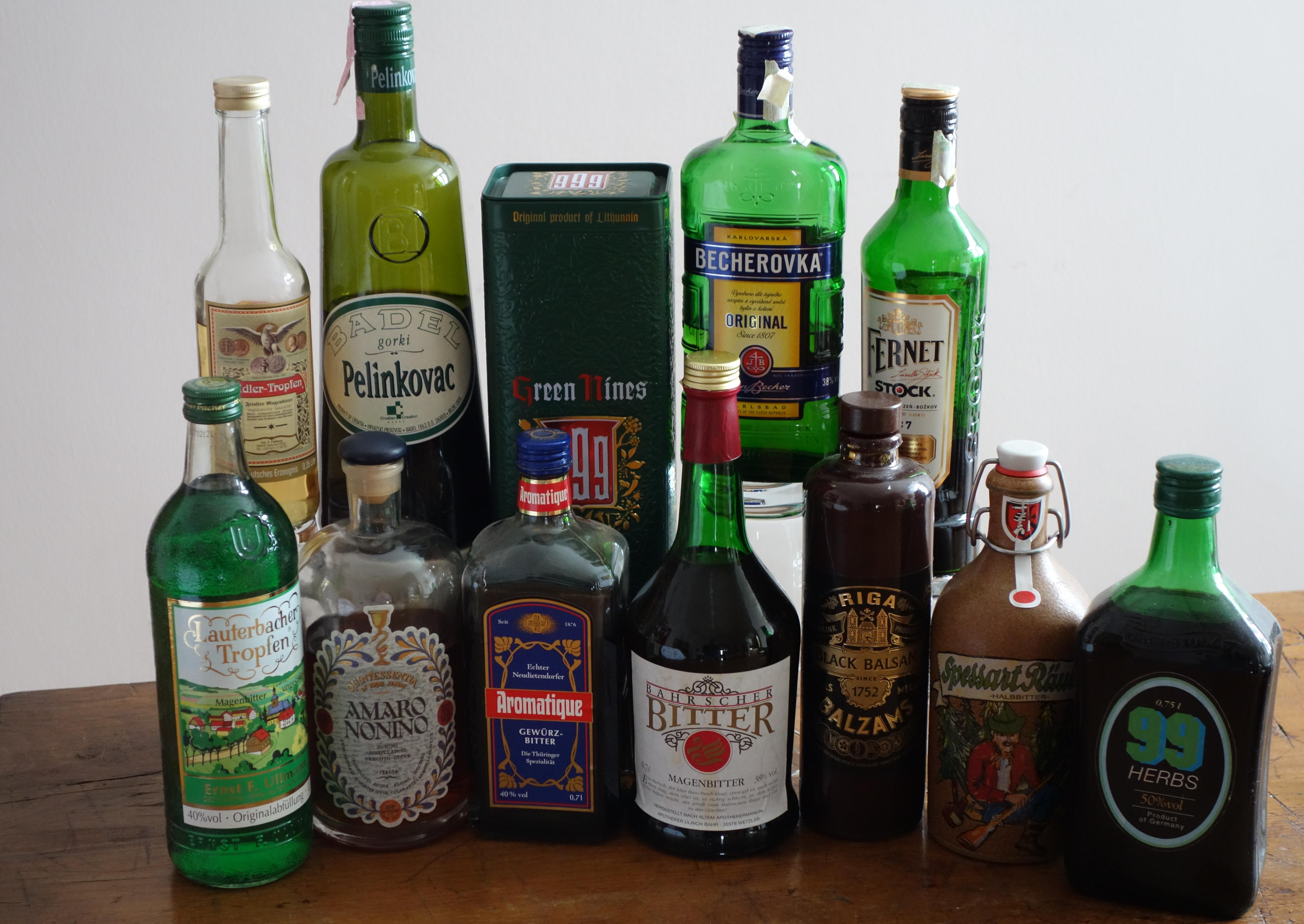
Verschiedene Bitterspirituosen

Als Bitter (auch Bitterspirituose oder Amer) bezeichnet man aromatisierte Spirituosen mit vornehmlich bitterem Geschmack.

## Eigenschaften
Bitter haben einen Volumenalkoholgehalt von mindestens 15 %. Sie finden Verwendung vor allem als Aperitif, Digestif oder als Zutat in Cocktails.
Neben Agraralkohol enthalten Bitter typischerweise Extrakte von Kräutern, Zitruspflanzen, herben Beeren, Angosturarinde, Chinarinde oder Anis.

## Produktgruppen und Marken
Da die laut EU-Verordnung erforderliche Eigenschaft „bitterer Geschmack“ subjektiv und nicht klar abgegrenzt ist, sind die Grenzen fließend. So werden mitunter auch süße, nicht-bittere Kräuterliköre zu den Magenbittern gezählt, obwohl sie gemäß EU-Vorschrift offiziell nicht so bezeichnet werden dürfen.
Bekannte Produktgruppen und Marken sind
- Absinth (nicht alle Produkte, da einige nicht bitter schmecken)
- Anisées (nicht alle Produkte, da einige nicht bitter schmecken)
- Aperol
- Averna
- Becherovka
- Campari sowie diverse ähnliche Nachahmerprodukte, z. B. von Martini & Rossi oder Cinzano
- Cynar
- Lucano
- Picon aus Frankreich
- Ramazzotti
- Suze
- Magenbitter, sofern sie tatsächlich bitter schmecken, z. B.:
  - Boker’s Bitters
  - Buff  aus Luxemburg
  - Fernet-Branca
  - Gammel Dansk aus Dänemark
  - Meyer’s Bitter
  - Pelinkovac aus Kroatien
  - Underberg
  - Unicum aus Ungarn